# ライリー・ハッチ
ライリー・ハッチ（Riley Hatch、1862年9月2日 - 1925年9月6日）は、アメリカ合衆国の俳優。

## 出演作品
- 或る乞食の話
- 愚者
- アメリカ
- 水塔の西
- 舞姫ザザ
- 海上の一夜
- 虎の牙
- 拳骨